# Nicée
Pour les articles homonymes, voir Nicée (mythologie).
Nicée (en grec Νίκαια, en latin Nicaea) est une cité du nord-ouest de l’Anatolie fondée vers 300 av. J.-C., tour à tour hellénistique, byzantine et ottomane, correspondant à la ville turque actuelle d’İznik. Elle est surtout connue comme ayant été le siège des premier et deuxième conciles de Nicée, respectivement en 325 et 787 (les premier et septième conciles des débuts de l’Église chrétienne), le lieu où fut rédigé le symbole de Nicée (datant du premier concile) et la capitale de l’empire de Nicée après la conquête de Constantinople par la quatrième croisade en 1204 jusqu’à ce que cette dernière soit reprise par les Grecs en 1261.
La ville ancienne est située dans le périmètre de la ville actuelle d’İznik à l’extrémité est du lac Ascanion (aujourd’hui lac d'İznik), entouré de collines au nord et au sud. Elle est entourée de tous les côtés par un mur de plus de trois kilomètres de longueur et de dix mètres de hauteur. Un double fossé longe ce mur sur le côté terrestre ; plus de cent tours permettent la surveillance du mur. Des portes massives percées sur la portion terrestre des murs constituaient les seuls moyens d’accès à la ville. De nos jours, ce mur a été percé à de nombreux endroits pour permettre la circulation. Une grande partie des fortifications originales est conservée et constitue une attraction touristique appréciable.
La muraille ouest de la ville longe le lac, interdisant ainsi tout siège naval. Elle permet l'approvisionnement de la ville. Le lac est suffisamment vaste pour interdire tout blocus naval et la ville, suffisamment étendue pour rendre difficile toute tentative d’atteindre le port grâce à des engins de siège montés sur le rivage.

## Histoire

### Période archaïque
Selon la légende, la ville aurait été fondée par le dieu Dionysos ou le demi-dieu Héraclès et nommée d’après la nymphe Nicée dont l’effigie se retrouvait sur les pièces de monnaie de la ville.
Selon une autre tradition, la ville aurait été bâtie par des Béotiens et se serait appelée Angorê (Άνγκόρη) ou Hélicorê (Έλικόρη) ; une autre théorie, moins répandue, voudrait qu’elle ait été fondée par des soldats d’Alexandre le Grand originaires de Nicée en Locride, près des Thermopyles. Quoi qu’il en soit, la première colonie grecque du site fut probablement détruite par les Mysiens et rebâtie par Antigone Ier, l’un des successeurs d’Alexandre (appelés diadoques) vers 315 av. J.-C.. et renommée Antigoneia (Άντιγονεία). Antigone Ier établit des colons béotiens dans le voisinage, ce qui donne ainsi plus de poids à la tradition selon laquelle la ville aurait été fondée par ceux-ci. Après la défaite d’Antigone Ier et sa mort lors de la bataille d'Ipsos en 301 av. J.-C., la ville fut prise par Lysimaque qui la rebaptisa Nicée (Νίκαια, aussi transcrit comme Nikaia ou Nicæa) en mémoire de sa femme Nicæa qui venait de mourir.
Peu avant 280 av. J.-C., la ville fut conquise par la dynastie locale des rois de Bithynie. Ce fut le début de sa montée en importance comme résidence royale, en même temps que de la rivalité qui devait l’opposer à Nicomédie. La dispute entre les deux villes pour obtenir le titre de capitale (metropolis) de la Bithynie devait durer deux siècles et la trente-huitième oraison de Dion Chrysostome fut spécifiquement composée pour mettre un terme à la controverse,.

### Période romaine
Nicée fut conquise par Rome en 72 av. J.-C.. Elle demeura l'un des centres urbains les plus importants d’Asie Mineure tout au long de la période romaine, continuant sa compétition traditionnelle avec Nicomédie comme siège de la résidence du gouverneur romain de Bithynie et du Pont,. Le géographe Strabon la décrit comme bâtie selon la coutume hellène avec une grande régularité. Elle avait la forme d’un carré mesurant 16 stades de circonférence, c'est-à-dire 0,7 km × 0,7 km, couvrant donc une superficie de 50 ha ou 0,5 km². Elle avait quatre portes et ses rues s’entrecroisaient à angle droit conformément aux plans d’Hippodamos de Milet, permettant, à partir d’un monument situé au centre-ville, d’apercevoir les quatre portes,. Ce monument était situé au gymnasium, lequel fut détruit par le feu mais reconstruit par Pline le Jeune qui y fut gouverneur au début du IIe siècle. Pline fait du reste fréquemment mention de Nicée et de ses monuments dans ses écrits.
Dans le cadre des grands voyages entrepris pour mieux intégrer les provinces à l’Empire, l’empereur Hadrien visita la ville en 123 ap. J.-C., après qu’elle eut été gravement endommagée par un tremblement de terre, et en fit commencer la reconstruction. La nouvelle ville était entourée d’un mur polygonal de plus de trois kilomètres de longueur. Elle ne devait être achevée qu’au IIIe siècle et ses nouvelles murailles ne la sauvèrent pas des attaques des Goths en 258,. Les nombreuses pièces de monnaie de Nicée encore existantes témoignent de l’intérêt porté à la cité par les empereurs romains ainsi que de la fidélité des citoyens envers ces derniers. Nombre de ces pièces commémorent les grandes festivités qui y étaient célébrées en l’honneur des dieux et de l’empereur comme à Olympie, Isthmie, Dionysies, Delphes, Philadelphie, etc,.

### Période byzantine
Située à quelque 100 kilomètres de Constantinople, Nicée, au IVe siècle, était devenue une cité prospère ainsi qu’un important centre administratif et militaire en voie de christianisation. Elle produisait suffisamment de textile pour en exporter ; elle était également un centre de production de verrerie et d’objets de métal. Avec Nicomédie, elle formait « la grande banlieue asiatique de Constantinople ». Elle était située sur la grande voie commerciale et militaire qui reliait Constantinople et, à partir d’Iconium (aujourd’hui Konya), soit la vallée de l’Euphrate via l’ancienne route des Indes, soit l’Arménie via Césarée de Cappadoce : deux routes vitales pour l’économie de l’Empire romain d'Orient. En 325, l’empereur Constantin y convoqua le premier concile œcuménique. La cité donna son nom au symbole de la foi qui y fut adopté au concile de 325,, toujours en vigueur tel quel dans les Églises orthodoxes, et également intégré, avec l’ajout des 14 conciles ultérieurs, dans la théologie de l’Église catholique.
Nicée maintint son importance tout au long du IVe siècle et fut témoin de la proclamation de l’empereur Valens (364) et de la révolte manquée de Procope (365). Au cours de cette même période l’évêché de Nicée se sépara de celui de Nicomédie et fut élevé au rang d’archevêché, son titulaire prenant le titre de « métropolite ». La ville, dévastée par deux tremblements de terre d’envergure en 363 et 368, connaît un fort déclin : beaucoup de ses grands édifices publics, négligés, tombèrent en ruines et durent être restaurés au VIe siècle par l’empereur Justinien. Marcien (né vers 395, empereur en 450, mort en 457) y convoqua un nouveau concile qui se réunit le 1er septembre 451 et fut déplacé presque immédiatement vers Chalcédoine, plus proche de Constantinople, sans doute pour que l’empereur puisse y assister en personne malgré la pression que faisaient peser les Huns d’Attila sur la frontière du Danube.
Par la suite, la ville n’est plus mentionnée dans les sources jusqu’au début du VIIIe siècle. En 715, l’empereur Anastase II s’y réfugia après avoir été déposé. Nicée résista avec succès aux attaques des califes omeyyades en 716 et en 727,. Un nouveau tremblement de terre eut lieu en 740. La ville fut témoin de la révolte d’Artabasde en 741/742 et fut le siège du septième concile œcuménique qui condamna l’iconoclasme en 787,,. Au cours du même siècle, la ville devint la capitale du thème de l’Opsikion.
Au IXe siècle, l’empereur Michel III, dans la lutte acharnée qu’il menait contre les Arabes, fit reconstruire ses fortifications. En raison de sa proximité avec Constantinople, Nicée devint le point de départ de rebellions au Xe siècle et XIe siècle, comme celle de Bardas Sklèros (978). Celles-ci furent facilement maîtrisées À la suite de la rébellion de Nicéphore Melissenos, qui s’était proclamé empereur à Nicée et avait appelé le sultan seldjoukide Soliman à son aide, la ville tombe aux mains des Turcs seldjoukides en 1081, dix années après la chute de la majeure partie de l’Anatolie aux mains des Turcs,,. Les Seldjoukides firent de Nicée la capitale de leurs possessions d’Asie Mineure jusqu’en 1097 lorsqu’elle fut reprise par les Byzantins avec l’aide de la première croisade au prix d’un long siège,.
Comme le reste de l’Empire, Nicée connut au XIIe siècle un siècle de stabilité relative et de prospérité : on estime que la population était comprise entre 30 000 et 100 000 habitants,. Les empereurs Comnènes (Alexis, Jean et Manuel) conduisirent de nombreuses campagnes pour raffermir la présence byzantine en Asie Mineure. D’importantes fortifications furent construites, spécialement sous Jean et Manuel, qui aidèrent à protéger à la fois la ville et ses campagnes fertiles, convoitées par les émirs turcs. Plusieurs bases militaires et colonies existaient également dans la région, par exemple près de Rhyndakos en Bithynie où l’empereur Jean passa toute une année à entraîner ses soldats en vue de campagnes en Asie Mineure.
Après la chute de Constantinople aux mains de la quatrième croisade en 1204, l’Empire de Nicée fut l’un des États grecs survivants. Lorsque les croisés créèrent un nouvel empire « latin » dans la capitale après avoir déposé l’empereur Alexis III Ange, son gendre Théodore Laskaris quitta Constantinople pour l’Asie Mineure où, en 1206, il s'établit à Nicée où il fut couronné empereur en 1208. Après des débuts difficiles, le jeune empire prit bientôt son essor : au printemps 1211, Théodore réussit à vaincre les forces du sultan seldjoukide auprès duquel s’était réfugié Alexis III ; le sultan périt au cours de la bataille alors qu’Alexis III finit ses jours dans une prison de Nicée.
Sur le plan religieux, le patriarche de Constantinople, Jean X Kamateros, réfugié en Thrace, déclina l’invitation de Théodore Laskaris de venir s’établir à Nicée. Mais dès son décès en 1206, le synode de Nicée élut patriarche le savant Michel Autoreianos qui reprit le titre de patriarche œcuménique et procéda au couronnement de Théodore en 1208. Lorsque les Serbes demandèrent leur autonomie ecclésiastique, c’est au patriarche de Nicée qu’ils s’adressèrent, le reconnaissant ainsi comme primat de l’Église orthodoxe, de sorte qu’en 1332, Jean III et son patriarche Germain II purent s’adresser au pape comme représentants légitimes des chrétiens orientaux. Toutefois, la ville de Nicée fut bientôt délaissée comme résidence principale des empereurs qui lui préféraient Nymphaion et Magnésie sur le Méandre. Jean III Doukas Vatatzès (1222-1254) réussit à faire de l’état grec de Nicée, pourtant coincé entre les « latins » au nord-ouest et les musulmans au sud-est, une puissance respectée. Il réussit non seulement à reprendre pied dans les Balkans et à se rendre maître de l’empire de Thessalonique, mais aussi à nouer des relations tant avec la papauté qu’avec l’Empire latin.
Peu après la fondation de l’empire de Nicée, la ville devint non seulement un point de ralliement pour la reconquête de Constantinople à l’instar des deux autres États grecs successeurs (le despotat d’Épire et l’empire de Trébizonde) mais aussi un centre d’intense activité intellectuelle. Si bien que Grégoire II de Chypre (1241-1290), qui s’était réfugié à Nicée et deviendra patriarche de Constantinople après la reconquête, dira d’elle qu’elle « ressemblait à l’ancienne Athènes par l’abondance de ses érudits » et qu'elle était une « source de connaissance aussi merveilleuse qu’intensément aimée ». Théodore Ier y attira de nombreux lettrés du monde grec tombé aux mains des Latins. Nombre d’intellectuels s’y réfugièrent, comme l’écrivain Nicétas Choniatès, l’érudit Nicéphore Blemmydès, et l’historien Georges Akropolitès. En 1234 s’y tint une réunion avec les représentants du pape Grégoire IX (qui fut transférée par la suite à Nymphaeion) dans le but de négocier la réunion des deux Églises séparées depuis 1054.
Après la reconquête de Constantinople par les Grecs, Nicée perdit de son importance. De plus, la politique de Michel VIII Paléologue, qui délaissait la frontière anatolienne, occasionna de graves rébellions en 1262 et 1265, alors que la panique s’insinuait en ville, nourrie par les rumeurs au sujet d’une attaque mongole imminente. Cette rébellion de paysans bien armés se doubla de la rivalité opposant l’empereur Michel VIII Paléologue et le patriarche Arsène Autorianos, partisan de la famille des Lascaris. L’empereur Andronic II visita la ville en 1290 et prit soin de restaurer ses défenses. L'Empire s’avéra incapable de freiner l’expansion ottomane dans la région. Aussi, lorsque l’empereur Andronic III et Jean Cantacuzène furent défaits à Pélékanon le 11 juin 1329, seules quelques villes comme Nicée, Nicomédie, Brousse, Sardes et Philadelphie continuèrent de dépendre des Byzantins. Il devint rapidement impossible de les défendre et Nicée dut se rendre aux Ottomans après un siège de trois ans, le 2 mars 1331,.

### Période ottomane

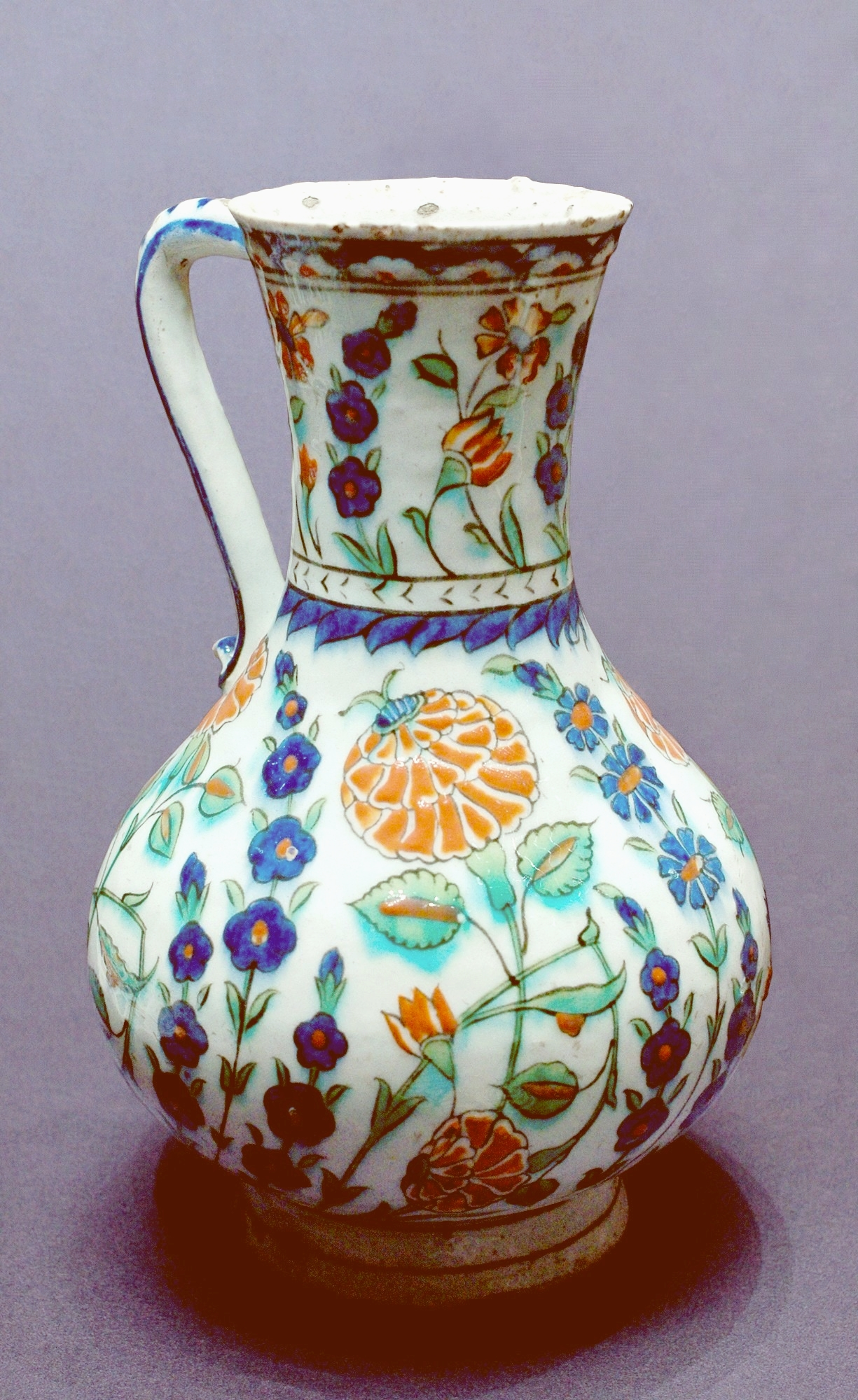
Pichet d'Iznik, céramique siliceuse à décor peint sur engobe et sous glaçure transparente, v. 1560–1570, musée du Louvre.

La ville fut donc conquise et intégrée à l’Empire ottoman qui, après la conquête de Nicomédie, s’étendait sur la presque totalité de la Bithynie et de l’Asie Mineure. Soumis à cette nouvelle puissance et à sa législation musulmane, les habitants s’y intégrèrent : nombreux furent ceux qui se convertirent à l’islam et passèrent au turc pour échapper au statut de roumis et à la double-capitation imposée aux non-musulmans, en dépit des protestations du patriarche de Constantinople qui leur adressa vainement des admonestations en 1339 et 1340. Les villes de Bithynie reprirent le rôle important qui avait jadis été le leur dans le commerce international : les deux industries majeures de Nicée, le textile et la céramique, en furent ravivées. Orhan, le deuxième sultan ottoman, envoya même une caravane à Constantinople pour y vendre les icônes, manuscrits et reliques qu’il avait enlevés aux églises de Nicée. Un grand nombre d’édifices publics furent détruits et leurs matériaux utilisés par les Ottomans pour la construction de mosquées et autres édifices. Après la chute de Constantinople en 1453, Nicée perdit à nouveau son importance, mais retrouva une nouvelle vitalité au XVIIe siècle en devenant un centre de production de faïence et porcelaine.

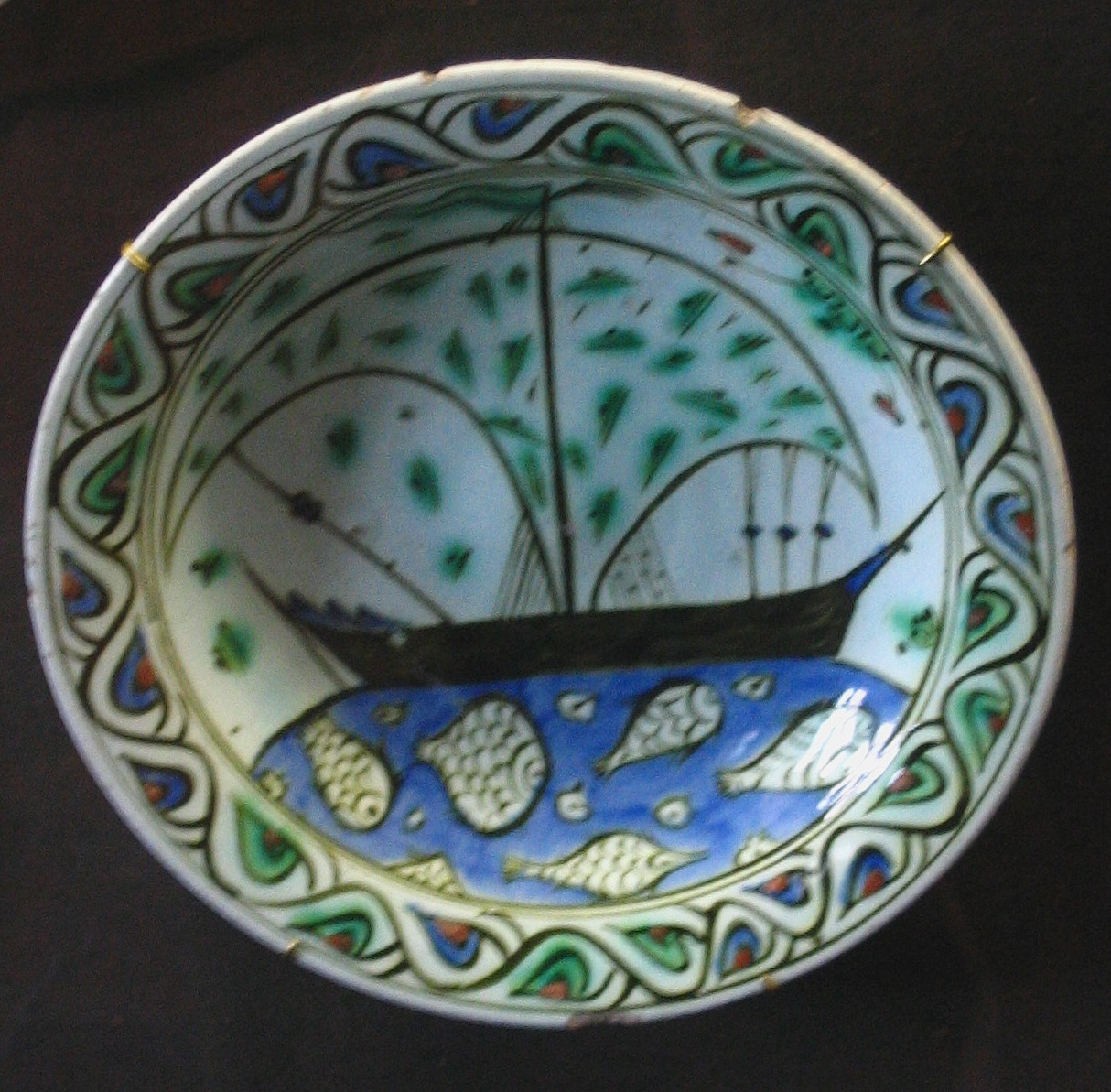
Plat d'Iznik, fin du XVIe siècle, musée national de la Renaissance à Écouen.
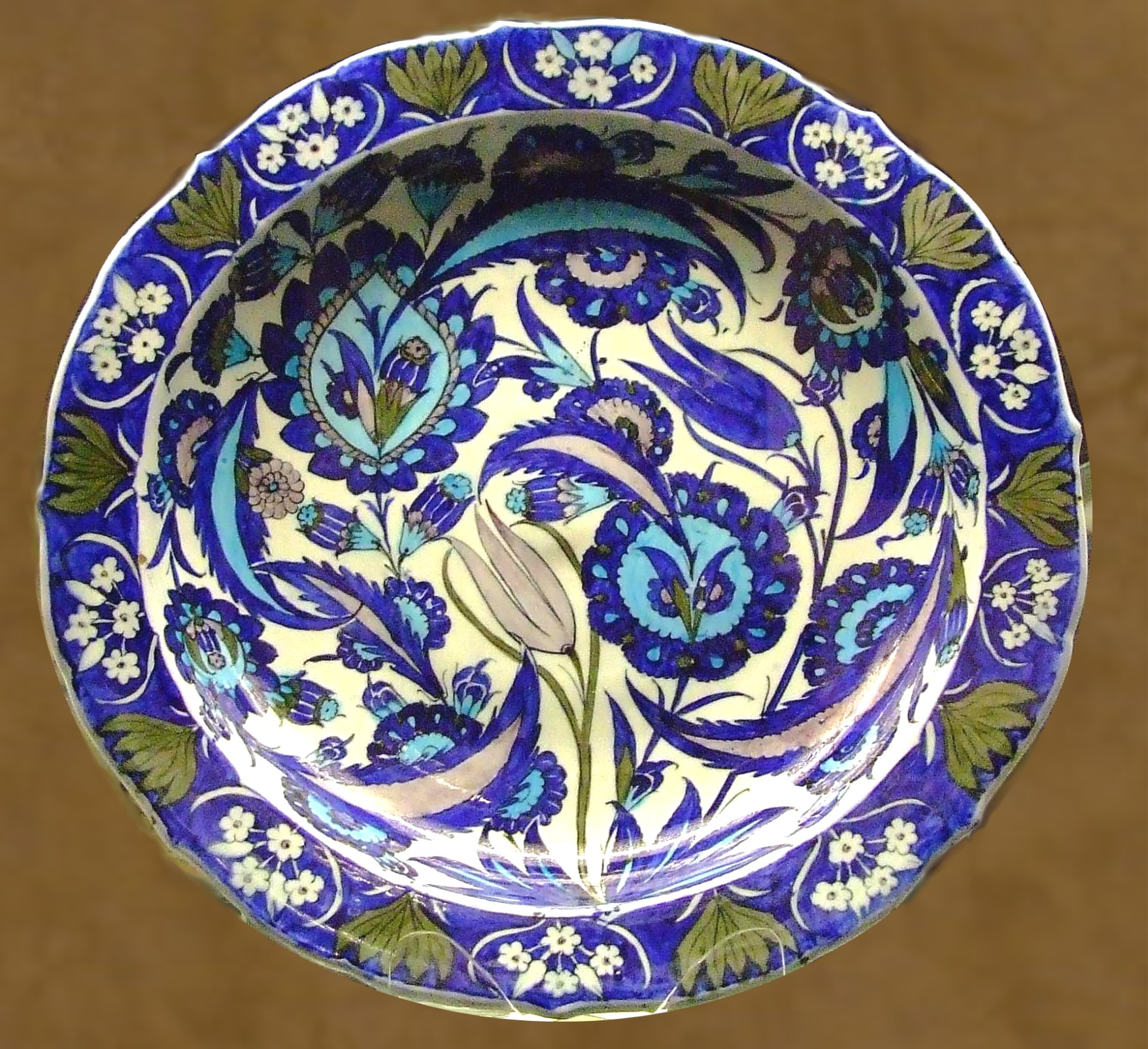
Plat d'Iznik, British Museum.

## Les vestiges
Dans l’un de ses poèmes, Nicéphore Blemmydès (1197-vers 1269) décrit ainsi la ville : « Nicée, une ville aux larges avenues, remplie de gens, fière de ce qu’elle contient, constitue la marque par excellence de la bienveillance impériale. »
Les anciennes murailles ainsi que leurs tours et portes sont relativement bien conservées. Elles s’étendent sur plus de trois kilomètres, étant d’une épaisseur de 5 à 7 mètres à la base et d’une hauteur de 10 à 13 mètres. Elles sont percées de quatre larges portes et de deux plus petites. Sauf à quelques endroits, elles sont faites de dalles romaines et de blocs de pierre équarris joints par un ciment très épais. Des colonnes et autres fragments de ruines ou d’édifices plus anciens y sont intégrés çà et là. Comme ceux de Constantinople, les murs semblent avoir été édifiés au IVe siècle. Quelques tours portent des inscriptions grecques.
Les ruines des temples antiques, églises, synagogues, mosquées, bains, marchés couverts et villas, dispersées à travers les jardins et immeubles modernes, occupant une grande partie de l’espace autrefois à l’intérieur des fortifications romaines et byzantines, témoignent de ce que l’endroit eut, pendant la période ottomane, une importance certaine, quoique moindre que pendant la période byzantine. L’ancien centre-ville ottoman semble avoir été entièrement construit avec les débris de l’ancienne Nicée, et les murs en ruine des anciennes mosquées et bains publics (thermes devenus « bains turcs ») sont pleins de fragments des anciens temples et églises greco-romains. Au nord-ouest de la ville, deux digues s’avancent dans le lac, formant un port. Toutefois, le lac s’est considérablement envasé à cet endroit et l’ancien port est désormais un marécage. Hors des murs de la ville, on peut aussi voir les ruines d’un ancien aqueduc.
L’église de la Dormition était la principale église grecque orthodoxe de Nicée et l’une des églises byzantines d’Asie Mineure dont l’architecture était la plus impressionnante. Ornée d’un dôme et dotée d’une nef ayant la forme d’une croix à l’abside allongée, elle datait possiblement de la fin du VIe siècle. Son bêma, où se trouvaient l’autel et le trône patriarcal, était décoré de fines mosaïques, détruites par les iconoclastes mais restaurées au IXe siècle. Bombardée en 1922 lors du conflit gréco-turc consécutif à la Première Guerre mondiale, il n’en reste plus aujourd’hui que les bases des murs, le pavement et quelques éléments de marbre,.
L’église Sainte-Sophie de Nicée, site du concile de 787, musée à l’époque de Mustafa Kemal Atatürk, est redevenue mosquée en novembre 2011, neuf ans avant la basilique Ayasofya d'Istanbul.
Des fouilles archéologiques sont en cours dans les fourneaux ottomans où étaient produites les faïences de Nicée.

## Tradition chrétienne
Le concile de Nicée a établi que les clercs doivent toujours être attachés à une Église (canon 15). Plus tard, le concile de Chalcédoine (451) pose l’interdiction d’ordonner un clerc, y compris un évêque, sans lui confier un lieu à desservir (canon 6). Dans l’esprit de ces conciles anciens, il s’agit d’une communauté réelle de chrétiens et non d’un titre. Entre-temps, à mesure que l’Égypte, le Proche-Orient et l’Anatolie passaient sous juridiction musulmane et perdaient leurs communautés chrétiennes, est apparue dans les Églises issues de la Pentarchie (Église catholique romaine et Églises orthodoxes canoniques) la tradition des sièges titulaires (épiscopaux ou archiépiscopaux) : des titres accordés à certains prélats qui, sans avoir de juridiction territoriale sur des diocèses actuels, occupent des fonctions dans le gouvernement de leur Église, pour lesquelles ils sont consacrés évêques. La nomination d’évêques ou archevêques « titulaires » est strictement du ressort du Saint-Siège dans l’Église catholique romaine et des Patriarches (surtout celui de Constantinople) dans les Églises orthodoxes. La pertinence théologique de ces évêques sans charge pastorale suscite des débats et beaucoup de ces sièges, dont Nicée, sont désormais vacants.
Dans l’Église catholique romaine, ceux auxquels ce titre est accordé, autrefois appelés évêques in partibus, pour in partibus infidelium (« en pays des infidèles »), par référence à d’anciens diocèses disparus au cours de l’histoire, sont depuis Léon XIII (1882) dénommés « évêques titulaires ». Tout évêque, même si contraint à la démission, reste « évêque d'un lieu particulier » ; il lui est alors donné le titre d'un siège titulaire. Ainsi, l’archevêché catholique de Nicée constitue un « siège titulaire » vacant depuis la mort de son dernier titulaire en 1976.
Dans les Églises orthodoxes, particulièrement celle de Grèce, les sièges titulaires correspondent aux anciens évêchés ou archevêchés de l’Empire byzantin restés sans fidèles en raison du passage des habitants de ces territoires à l’islam et de l’expulsion des chrétiens au fil des siècles (notamment au moment du Traité de Lausanne de 1923) : Nicée est ainsi siège titulaire pour le patriarcat œcuménique de Constantinople. Le titulaire de 2001 à 2010 était l’ancien archevêque de Carélie et de toute la Finlande, le métropolite John Rinne (en).

## Personnalités liées à Nicée
- Hipparque de Nicée (IIe siècle av. J.-C.), astronome, géographe et mathématicien grec.
- Cassius Dio (vers 165-vers 229), historien romain d'expression grecque.
- Sporos de Nicée (vers 240-vers 300), mathématicien et astronome grec.
- Georges Pachymère (1242-vers 1310), historien byzantin.

## Dans la culture populaire
Dans l'univers de Warhammer 40.000, où l'imagerie chrétienne est omniprésente, le concile de Nikaea est une réunion de l'Empereur et de ses généraux et fils, les Primarques, débattant de l'utilisation des énergies occultes du Chaos par leurs armées.